# Гаргулья (персонаж)
Гаргулья (фр. Gargouille) — демонический персонаж, чудовище в фантастической литературе, прежде всего жанров фэнтези и ужасов, а также комиксах, кино и компьютерных играх, изначально появившийся в Средние века как архитектурный термин, но впоследствии переосмысленный.
Первоначальной предполагалось, что статуи станут отпугивать злых духов, идея о том, что они могут физически ожить, появилась позже. Подобно големам, гаргульи как ожившие статуи обычно изготовлены из обладающего магическими свойствами камня, имеют некоторые черты животных или химер и часто являются хранителями таких мест, как соборы или замки. Также статуи-гаргульи нередко изображаются как демонические оболочки или как живые существа, напоминающие статуи.
До конца XVIII века средневековье давало мало пищи для позитивной рефлексии, его старались не замечать либо открыто пренебрегали — высокий статус, приданный Возрождением образам греко-римской античности, не оставлял в художественных системах места для «варварских» форм средневекового искусства. Мистическое, романтическое, национальное — средневековье было заново открыто лишь в первой четверти XIX века на волне кризиса Просвещения.

## Готическое как иррациональное
Романтизм, впервые заинтересовавшийся Средними веками в их аутентичности, пусть пока ещё очень относительной, обнаружил не только сокровища, которыми раньше пренебрегали, но и потери, которые следовало восполнить. Именно XIX век довёл до завершения брошенные готические колоссы Кёльнского и Миланского соборов, а одним из центральных событий происходившего в Европе «открытия» готики стала занявшая десятилетия реставрация повреждённого Революцией Собора Парижской Богоматери. Однако уже в отношении этого памятника эпоха продемонстрировала интерпретационную широту от романтизации у Виктора Гюго до рационализации у Э.-Э. Виолле-ле-Дюка — реставратора собора, который был вдохновлён именно системной стройностью и конструктивной обоснованностью готической структуры.
Романтический взгляд оказался более востребованным культурой: в самом готическом соборе, очерченном на фоне неба резкими силуэтами пинаклей, краббов и гаргуйлей, видели теперь не отражение христианской космогонии (как в Средние века) или нагромождение безвкусных диспропорциональных масс (как в эпохи барокко и классицизма), а удивительный исполинский организм, состоящий из подчас химерических сочленений.
По прошествии веков равнодушного забвения и осуждения реабилитированная готика так и осталась причудливой, непостижимой и, по сути, антигуманистической, её внутренняя логика и стройность, несмотря на достижения исследователей, так и не были вполне распознаны и легализованы культурой. В современном понимании готика противостоит таким системам образов, как Ренессанс и классицизм, в качестве иррационального начала. С XIX в. именно образы готики позволяют заинтересованному отношению к прошлому и его памятникам реализовываться в мистическом ключе (ср. готическое направление в искусстве Нового времени, готический роман). Современное восприятие явлений средневековой культуры, к которым относятся, в частности, образы, использовавшиеся в оформлении гаргулий, восходит к той концепции гротескного, которая, по определению М. Бахтина, формирует «страшный и чуждый человеку мир». Ярким симптомом представления, что готика по-прежнему «мрачный стиль», предстаёт явление (или, как минимум, название) городской субкультуры готов.

## Разъяснение о гаргульях и химерах
Вхождение понятия «гаргулья» в контекст культуры Нового и Новейшего времени может быть прослежено из единственного источника, впервые совместившего актуализацию образов демонического с введением в широкий языковой обиход этого изначально архитектурного термина. Этим источником послужила упомянутая реставрация в 1840–1870-х годах парижского собора Богоматери.
Роль, которую в популяризации готической пластики в XIX веке сыграла эта реставрация, также объясняет наблюдаемое сегодня смешение понятий «гаргулья» и «химера» в характеристике экстерьера этого памятника. Подойдя к задаче воссоздания скульптурного убранства собора с творческим размахом, Э.-Э. Виолле-ле-Дюк на основании довольно скудных исторических свидетельств посчитал уместным украсить балюстраду обходных галерей башен сидящими фигурами зверей и чудовищ, которые он назвал химерами (фр. chimères — понятие, намекающее на фантастичность этих образов). Выразительные силуэты химер (все разные, выполненные по авторским эскизам самого Виолле-ле-Дюка) сделали их даже более узнаваемыми символами собора, чем соседствующие с ними гаргуйли, а сюжетный параллелизм тех и других способствовал размыванию исходного значения термина гаргуйль. Поскольку ненагруженная практической функцией «химера» соотносится своим названием не с ролью в общей структуре сооружения (роль эта чисто декоративная, подобно античным акротериям), а с сюжетом пластической обработки, понятие «гаргулья», оказавшееся в устойчивом смысловом ряду с ней, также получило тенденцию восприниматься по той же модели: как словосочетание химеры Нотр-Дам представляет собой эллиптированную конструкцию с исходным значением скульптуры химер собора Нотр-Дам (ср. частое Диоскуры в значении статуи Диоскуров), гаргуйли стали трактоваться массовой культурой как своего рода изваяния гаргулий. Это «выравнивание смыслов», мгновенно преодолевшее языковые границы, позволило понятию «гаргулья», в свою очередь, распространиться как на сами химеры собора Нотр-Дам, так и, впоследствии, на всякую вообще готическую скульптуру тератологического характера. И если применительно к готическим элементам выражения типа изображение гаргульи, скульптуры в виде гаргулий остаются логически ошибочными и за ними не признаётся терминологической чистоты, то в более широком культурном контексте этот семантический сдвиг оказался смыслопорождающим, обогатив фантастические миры новым персонажем (см. ниже о горгульях).

## Гаргульи XIX века
Популярность «гаргулий» не может быть объяснена лишь интересом к формам готического искусства в собственном смысле. Появление в силуэте Парижа демонических тварей, посматривающих с высоты на человеческие дела — во Франции в это время происходили революции, менялись режимы, торжествовали то гражданская свобода, то реакция (нередко эти потрясения отражались на субсидировании реставрации), — задавало своего рода камертон для осмысления современниками реалий повседневности. Поскольку с точки зрения католического катехизиса профили химер над крышами мегаполиса необъяснимы, их трактовки культурой не были стеснены традицией и могли уходить довольно далеко от христианской проблематики. Тиражируемые средствами эстампа и фотографии, эти образы были хорошо узнаваемы публикой — в первую очередь, конечно, знаменитый «Мыслитель» — и были по-настоящему в моде. В образах чудовищ собора Богоматери кристаллизировались как современные фобии (например, социальных потрясений), так и широко обсуждаемые проблемы эволюционной науки (человек в сопоставлении или противопоставлении прочим тварям), актуальность их поддерживалась употреблением в политическом контексте как карикатурных персонификаций партий и лидеров, наконец, полуантропоморфные химеры оказались выразительной метафорой любого явления на границе человеческого и животного, будь то звериные инстинкты революционной толпы, неприглядные задворки блестящей столичной цивилизации промышленного века или скрываемые уголки индивидуальной психики — все эти темы как раз тогда стали предметом пристального интереса культуры.

## Гаргульи
Конечно, химеры не перестали ассоциироваться и со Средними веками, но древность получила через эти образы новое освещение: уже в начале XX века, на волне нового смятения — кризиса позитивизма, вызванного мировой войной, — зафиксировано визионерское представление о готических соборах как сокровищницах дохристианского знания, чей изобразительный язык (включая изваяния чудовищ) — такая же тайна для непосвящённых, как и само это знание (см. Фульканелли). Начиная с этого времени оккультное, «эзотерическое» остаётся обратной стороной, тенью модернизма. Тот же эскапистский императив, что со временем сформировал целые системы антинаучных взглядов на историю, заставил искать в прошлом не рациональные или героические начала, а мифологическое время мудрецов, владевших тайнами природы. Популярное видение средневековья стало включать фигуру одержимого жаждой власти алхимика (ср. её характерное развитие в образе «сумасшедшего учёного» американской массовой культуры XX в.). В его окружении нередко заметны ожившие «гаргульи» (иначе «горгульи»).
Следующая эпоха отмечена ещё большим обособлением этого образа от исторических контекстов. В современном понимании гаргульи (или горгульи) — это такие, как правило, крылатые черти, подобия огромных летучих мышей, редко выступающие поодиночке, их связь с архитектурой скорее сообщает им дополнительные мистические черты (тема окаменения/оживления камня), нежели привязывает к конкретным прототипам. К концу века конкретизации и канонизации образа способствовал, в частности, мультсериал «Гаргульи» (Gargoyles).

## В современном фэнтези
В серии книг Асприна про корпорацию МИФ один из второстепенных персонажей — гаргул (гаргулья мужского пола) по имени Гэс. В книгах Пратчетта про Плоский мир гаргульи — одна из населяющих его разумных рас. Также гаргулья упоминается в серии книг Дж. К. Роулинг о Гарри Поттере. Там она охраняет вход в кабинет директора в Хогвартсе. Ей нужно сообщить пароль, чтоб она пропустила героев вверх по лестнице, ведущей в кабинет. В компьютерных играх, чье действие происходит в фэнтэзийных мирах, также нередко фигурируют гаргульи. Например, в играх серии Disciples — это бывшие солдаты, беспрекословно подчинявшиеся своим жестоким командирам. В играх серии Heroes of Might and Magic гаргульи — это существа, выполняющие сразу две функции: эстетическую и защитную.
Гаргульи также присутствуют в играх Warcraft 3: Reign of Chaos и Warcraft 3: The Frozen Throne, где обладают способностью обращаться в камень, чтобы быстрее исцелиться от ран. В игре Doom 3: Resurrection of Evil главным боссом является гаргулья. Также в серии игр Heretic/HeXen гаргульи представляют собой подобия очень маленьких драконов, имеющих способность стрелять огненными шарами.
Гаргульи выступили добрыми, шаловливыми персонажами в мультфильме «Горбун из Нотр-Дама». Каменные изваяния Виктор, Хьюго и Лаверн — единственные друзья горбуна Квазимодо. По идее мультфильма они украшают Собор Парижской Богоматери.
В 3-м сезоне сериала «Секретные материалы» 14-я серия под названием «Гротеск» посвящена теме гаргулий.
В фильме «Я, Франкенштейн» особое внимание уделяется гаргульям, в фильме это воины, созданные архангелами для борьбы с демонами.